# Mammoth Mountain

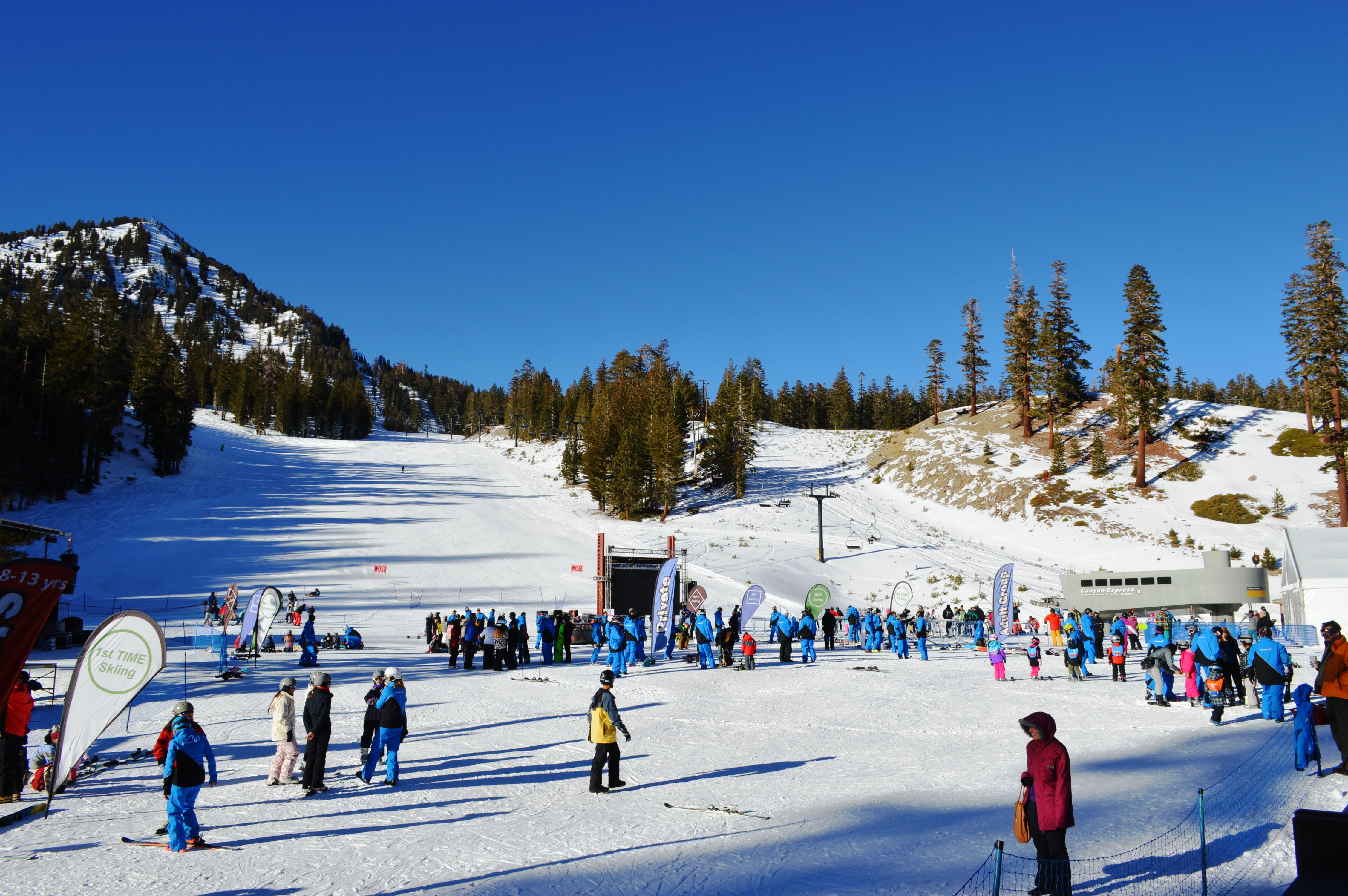
Skiklassen nabij Canyon Lodge, het laagste punt van het skigebied

Mammoth Mountain of kortweg Mammoth is een wintersportgebied in de Sierra Nevada in de Amerikaanse staat Californië. Het bevindt zich ten westen van het stadje Mammoth Lakes, in het Inyo National Forest in Mono en Madera County. Op de flanken van Mammoth Mountain kan op zo'n 1420 hectare geskied worden, tussen 2424 en 3369 meter boven het zeeniveau, waarmee Mammoth het hoogste skigebied van Californië is. Er zijn 28 skiliften en 150 skipistes; daarmee is het een van de grootste wintersportgebieden in Noord-Amerika. Mammoth staat op de 81e plaats in de lijst van de 100 grootste aaneengesloten skigebieden wereldwijd, gemeten aan de hand van 10 criteria. Met naar schatting 1,6 miljoen skiërs per jaar, bevindt Mammoth zich op een gedeelde 22e plaats wereldwijd van drukstbezochte wintersportgebieden. Samen met June Mountain is het het enige skigebied op de oostflank van de Sierra Nevada.
Het skigebied werd vanaf 1953 uitgebouwd door skiër Dave McCoy, die daarvoor de toestemming had van de Forest Service. In 1996 investeerde Intrawest in het gebied en in de jaren 2000 bouwde de firma er verschillende nieuwe wijken. Sinds 2017 is Mammoth eigendom van Alterra Mountain Company.